# Caméra Debrie Grande Vitesse
La Debrie Grande Vitesse (G.V.) est une caméra dédiée à des utilisateurs scientifiques ou industriels, pouvant atteindre une cadence de prise de vues de 240 images par seconde, datant des années 1920.

## Histoire
Le ralenti est une technique née du cinéma dès 1894.  Il ne s’agissait pas alors de ralentir un mouvement rapide pour en étudier avec précision le déroulement. Il a été découvert par hasard, lors du tournage de Caicedo, with Pole (Caïcedo et son balancier), l’un des 70 films que produit Thomas Edison, et que réalisent William Kennedy Laurie Dickson puis William Heise avec la première caméra de cinéma : le Kinétographe. « Entre 1891 et 1895, Edison réalise quelque soixante-dix films. »
Ces films sont tous réalisés dans le premier studio de l’histoire du cinéma : le Black Maria. « C’est un bâtiment léger construit tout entier en papier goudronné. l'intérieur est peint en noir, et, par plein soleil, on y étouffe. Dickson et William Heise, qui l'a rejoint pour diriger les prises de vues, l'affublent du surnom argotique donné aux fourgons cellulaires de la police américaine, les "Black Maria", qui étaient noirs, exigus, et d'une forme approchante. Le toit s'ouvre pour laisser entrer l'indispensable lumière du soleil et, quand celui-ci se déplace dans le ciel, on peut, grâce à un pivot central et un rail circulaire, réorienter le petit bâtiment ».
Or, la prestation de Caïcedo ne pouvait pas se dérouler dans un si petit espace, puisqu’il fallait tendre un câble de quelques mètres entre deux poteaux et leurs supports. Elle a donc été filmée à l’extérieur du Black Maria et là, comme la lumière trop forte risquait de surexposer (tirer vers un blanc illisible) les images, la cadence de prise de vues du kinétographe a été portée à une quarantaine d’images par seconde. Cette cadence plus importante diminuait le temps d’exposition de la pellicule et a permis ainsi d’enregistrer des images normalement exposées. Mais ensuite, dans l’appareil qui permettait de visionner les films Edison, le Kinétoscope, la cadence de passage des images étant de 18 images par seconde, il en résultait un effet de ralentissement des acrobaties fil-de-féristes de Caïcedo qui « danse ainsi sur son fil en dégageant une impression de lenteur et de mollesse encore jamais vue à l'époque. Ce ralenti de deux fois est la première apparition du procédé dans l'histoire du cinéma. »

## Description
Ne pesant qu’une dizaine de kg, la Debrie Grande Vitesse (G.V.) n’est pas mue par un moteur électrique mais bien par une manivelle de bonne dimension afin d’assurer la rotation d’un volant régulateur. La pellicule, contenue dans un magasin coplanaire, est entraînée par un débiteur denté et présentée pas à pas à la fenêtre de cadrage du film par un jeu de quatre griffes puis bloquée pour chaque exposition de photogramme par quatre contre-griffes, mécanismes classiques à l’époque (années 1920). La différence étant que ce mécanisme doit supporter une cadence de prise de vues quinze fois supérieure à la cadence habituelle du cinéma muet, soit 240 images par seconde au lieu de 16. 
« La G.V. est indispensable pour l'étude et la décomposition des mouvements. Nombreuses applications dans les sciences, l'industrie, les sports. Utilisations actuelles : Motoculture - travail des socs, des dents de herses. Automobiles - études des moteurs, élasticité des ressorts de suspension, travail des pneus. Aviation - études des moteurs, travail de l'hélice, déformations des pales, gauchissement et flexions, départs, vols, atterrissages, etc. »

### Articles externes
- « Caméra Grande Vitesse Debrie », sur cinematographes.free.fr (consulté le 30 décembre 2023)